# Adesmus nevisi
Adesmus nevisi là một loài bọ cánh cứng trong họ Cerambycidae.